# Jeffrey Shears Ashby
Jeffrey Shears „Jeff“ Ashby (* 16. Juni 1954 in Dallas, Texas, USA) ist ein US-amerikanischer Astronaut.

## Kindheit und Jugend
Geboren in Texas, wuchs Ashby in Colorado auf. Die Rocky Mountains nahe der Kleinstadt Evergreen, 40 Kilometer westlich von Denver gelegen, bezeichnet er als seine Heimat. Im Anschluss an die High School studierte er an der University of Idaho Maschinenbau und erwarb 1976 einen Bachelor.

## Marinetätigkeit
Ashby hatte sich 1972 für die US-Marine verpflichtet und trat nach dem Studium seinen Militärdienst an. Auf Maschinen der Typen A-7E „Corsair II“ und F/A-18 „Hornet“ wurde er zum Marinepiloten ausgebildet. Er ist Absolvent der United States Navy Fighter Weapons School auf der Naval Air Station Miramar (Kalifornien), wo er 1986 im taktischen Luftkampf auf kurze Entfernungen geschult wurde. Bekannt ist dieser Kurs seit dem gleichnamigen Film mit Tom Cruise als „TOPGUN“, obwohl er offiziell Strike Fighter Tactics Instructor heißt. Zwei Jahre später schloss Ashby in Patuxent River (Maryland) eine Ausbildung zum Testpiloten ab.
Ashby wurde dem Kampfgeschwader 94 (Navy-Bezeichnung VFA-94) zugeteilt und lief an Bord der Abraham Lincoln Ende Mai 1991 in Richtung Persischer Golf aus. Es war der erste Einsatz des Flugzeugträgers, der als Kommandoschiff der alliierten Streitkräfte die friedenssichernden Maßnahmen nach dem Zweiten Golfkrieg koordinierte. Insgesamt flog Ashby 33 F/A-18-Einsätze. Nachdem er an der University of Tennessee Luftfahrttechnik studiert und 1993 einen Master erworben hatte, kehrte er im Sommer des Jahres für vier Monate mit der „USS Abraham Lincoln“ in die Krisenregion zurück, um im Rahmen der „Operation Southern Watch“ die irakischen Flugverbotszonen zu überwachen.
Mit der „USS Abraham Lincoln“ wurde Ashby im Oktober 1993 nach Somalia entsandt. Drei Monate lang nahm er mit 32 Einsätzen an der „Operation Continue Hope“ teil, die nach der „Operation Restore Hope“ die UN-Truppen sowie humanitäre Organisationen unterstützte.

## Astronautentätigkeit
Jeffrey Ashby wurde als einer von zehn Pilotenanwärter mit der 15. Astronautengruppe im Dezember 1994 ausgewählt. Aus insgesamt 2.962 Bewerbern, die den formalen Auswahlkriterien entsprachen, waren 121 Finalisten hervorgegangen. Diese wurden im Sommer 1994 ins Johnson Space Center (JSC) zu Tests, Bewerbungsgesprächen und medizinischen Untersuchungen eingeladen. Die Astronautenanwärter begannen im März 1995 ihre einjährige Grundausbildung.
Im Herbst 1996 wurde Ashby, der von seinen Kollegen „Bones“ gerufen wird, für seinen ersten Weltraumflug ausgewählt. Er sollte als Pilot an der Space-Shuttle-Mission STS-85 teilnehmen, wurde jedoch ohne Angabe von Gründen nur ein halbes Jahr später durch Kent Rominger ersetzt.
Seit dem Frühjahr 1998 trainierte Ashby für seinen Jungfernflug mit STS-93, der im Juli 1999 von der Raumfähre Columbia durchgeführt wurde. Erstmals stand dabei mit Eileen Collins eine Frau einem Shuttle-Unternehmen vor. Die Besatzung bestand aus fünf Astronauten, von denen Ashby der einzige ohne Raumflugerfahrung war. Sieben Stunden nach dem Start wurde das Röntgenteleskop Chandra, die Hauptnutzlast des Fluges, ausgesetzt.
Ein Jahr nach seinem ersten Flug in die Umlaufbahn erhielt Ashby seine nächste Nominierung. Er war Pilot von STS-100 im April/Mai 2001. Ziel der Endeavour war die Internationale Raumstation (ISS), die einen Roboterarm anlieferte. Zwei Missionsspezialisten unternahmen zwei Ausstiege (EVAs), um den Greifer zu montieren. Unterstützt wurden sie dabei von Ashby, der vom Cockpit aus den Roboterarm des Shuttles bediente.
Im Oktober 2002 kommandierte Ashby mit STS-112 erstmals eine Mission. Die Atlantis brachte die Gitterstruktur S1 zur ISS. Drei EVAs waren erforderlich, um das 14-Tonnen-Segment mit der Station zu verbinden.
Ashby, der 2001 die Navy verließ, ist derzeit als Verbindungsoffizier tätig. In Colorado stationiert, koordiniert er die Zusammenarbeit zwischen dem Air Force Space Command in Colorado Springs und der NASA in Washington, D.C.

## Privates
Ashby ist zum zweiten Mal verheiratet und hat keine Kinder.